# Burkelpolder
Burkelpolder är en polder i Belgien.   Den ligger i provinsen Västflandern och regionen Flandern, i den nordvästra delen av landet, 90 km nordväst om huvudstaden Bryssel.
Trakten runt Burkelpolder består till största delen av jordbruksmark. Runt Burkelpolder är det ganska tätbefolkat, med 214 invånare per kvadratkilometer.